# حديقة الرجل الأعمى (رواية)
حديقة الرجل الأعمى The Blind Man's Garden هي رواية تاريخية للكاتب البريطاني الباكستاني نديم أسلم، نشرت في عام 2013.
هي رابع إصداراته، ورشحتا لجائزة أونداتجي في عام 2014.

## القصة
والرواية مكتوبة من وجهة نظر عائلة باكستانية، وتتبع تفاصيل الأحداث التي تلت الغزو الأمريكي لأفغانستان في أكتوبر 2001.